# Le Capitaine Fracasse (film, 1984)
Pour les articles homonymes, voir Fracasse.
Pour plus de détails, voir Fiche technique et Distribution.
Le Capitaine Fracasse est un film de cape et d'épée soviétique en deux parties réalisé par Vladimir Saveliev, sorti en 1984. Le scénario est adapté d'après le roman éponyme de Théophile Gautier.

## Synopsis
Le baron de Sigognac héberge une troupe de comédiens et tombe amoureux d'Isabelle, l'ingénue de la troupe. Les comédiens l'invitent à se joindre à eux, et il accepte, espérant faire carrière à la cour de Paris. Un jour, la troupe est prise dans une tempête de neige, au cours de laquelle le vieil artiste jouant le capitaine Matamore meurt. De Sigognac le remplace au pied levé sur scène. 

## Fiche technique
- Titre : Le Capitaine Fracasse
- Réalisation : Vladimir Saveliev
- Scénario et adaptation : Iouri Vizbor, d'après le roman de Théophile Gautier
- Assistants réalisateurs : Mikhaïl Chaïevitch, Garry Tarnopolski
- Photographie : Andreï Vladimirov
- Musique : Vladimir Dachkevitch, Isaak Schwarz
- Format : 35 mm - mono - couleur
- Production : Studio Dovjenko
- Pays : URSS
- Langue : russe
- Durée : 135 minutes
- Genre : aventures historiques, cape et épée
- Sortie : le 18 mai 1984

## Distribution
- Oleg Menchikov : le baron Philippe de Sigognac, alias « Capitaine Fracasse »
- Anna Issaïkina : Isabelle, l'ingénue
- Ivars Kalniņš : le duc de Vallombreuse
- Svetlana Toma : Sérafine, la coquette
- Leonid Iarmolnik : Léandre, le séducteur
- Valentin Nikouline : cardinal de Richelieu
- Jüri Järvet : Matamore
- Vsevolod Chilovski : la marquise de Bruyères
- Kirill Tchernzemov : Jaquemin Lampourde
- Anastasia Bedredinova : Louise, la duègne
- Mikhaïl Danilov : Tiran
- Anna Zaïtseva : Chiquita
- Oleg Sevastianov : Blazius, le pédant
- Olev Eskola : prince de Vallombreuse
- Imants Krenberg : Pierre, serviteur de Sigognac
- Vsevolod Chilovski : le marquis de Bruyères
- Elena Kondoulaïlnen : Mademoiselle Yolande de Foix
- Piotr Gorine : Agostin, bandit de grands chemins
- Boris Romanov : l'aubergiste
- Andreï Doudarenko : chef de garde
- Priit Ratas : Bellombre, le comédien retraité